# 拉布瓦西耶尔德蒙泰居
拉布瓦西耶尔-德蒙泰居（法語：La Boissière-de-Montaigu，法語發音：[la bwasjɛʁ də mɔ̃tɛɡy]，意为“蒙泰居的拉布瓦西耶尔”）是法国卢瓦尔河地区大区旺代省的一个市镇，属于永河畔拉罗什区。

## 地理
拉布瓦西耶尔-德蒙泰居（46°57'3"N, 1°11'29"W）面积29.1 平方千米，位于法国卢瓦尔河地区大区旺代省，该省份为法国西部沿海省份，北起大西洋卢瓦尔省和曼恩-卢瓦尔省，西临大西洋，南至滨海夏朗德省，东部及东南部与德塞夫勒省接壤。
与拉布瓦西耶尔-德蒙泰居接壤的市镇（或旧市镇、城区）包括：巴佐日昂帕耶、沙瓦涅昂帕耶、莱朗德热尼松、特雷兹塞普捷、蒙泰居旺代。
拉布瓦西耶尔-德蒙泰居的时区为UTC+01:00、UTC+02:00（夏令时）。

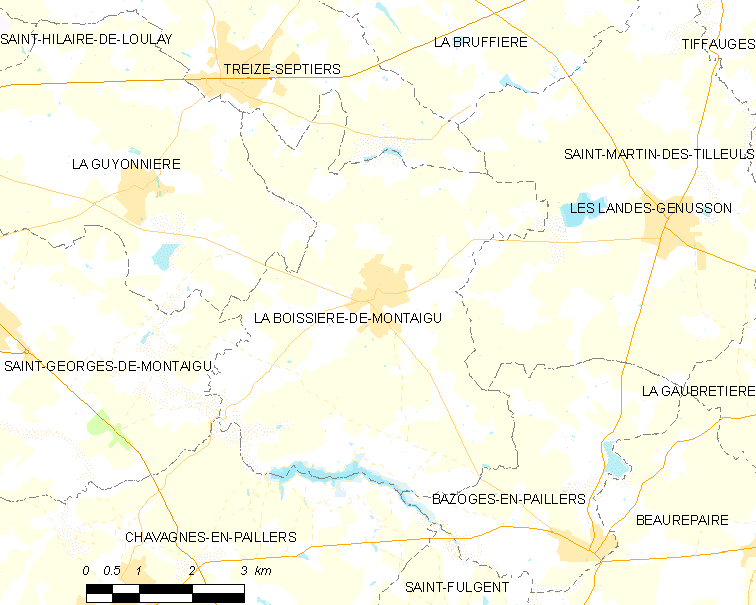
拉布瓦西耶尔-德蒙泰居的OSM定位图

## 行政
拉布瓦西耶尔-德蒙泰居的邮政编码为85600，INSEE市镇编码为85025。

## 政治
拉布瓦西耶尔-德蒙泰居所属的省级选区为蒙泰居旺代县。

## 人口
拉布瓦西耶尔-德蒙泰居于2022年1月1日时的人口数量为2295人。

1962-2008年间拉布瓦西耶尔-德蒙泰居人口变化图示